# Transport 7: Ursprung
Transport 7: Ursprung ist ein Science-Fiction-Roman des deutschen Schriftstellers Phillip P. Peterson, der am 18. Dezember 2020 mithilfe der Self-Publishing-Plattform Books on Demand (BoD) veröffentlicht wurde. Der Roman beschreibt die genauere Untersuchung des Heimatsystems der Erbauer der Transporter. Phillip P. Peterson selbst beschreibt die Transport-Reihe als „schnell geschriebene Action-Romane“. Insbesondere der fünfte, sechste und siebte Teil bilden eine „interne Trilogie mit abgeschlossenem Handlungsstrang“. Der Roman erreichte nach Veröffentlichung den ersten Platz auf der BoD-Bestsellerliste.

## Handlung
Mit der Entwicklung überlichtschneller Raumschiffe kann nun die inzwischen Origin-System genannte Heimat der Erbauer untersucht werden. Um ihren in einen schwarzes Loch gefallenen Heimatplaneten befinden sich weiterhin deren Satelliten, darunter vor allem zahlreiche Waffen. Erstaunlicherweise befindet sich die Umlaufbahn komplett am äußeren Rand der habitablen Zone, ähnlich dem Mars im Sonnensystem, wobei dort nach bisheriger Kenntnis tatsächlich kein Leben entstehen können sollte. Russell und Jim untersuchen daher einen benachbarten Planeten mitten in der habitablen Zone, welcher zwar überhaupt keine Atmosphäre hat, aber dafür zahlreiche durch Brandbomben der Aggressoren vernichtete Städte. Es scheint daher, als sei dieser Planet tatsächlich ihre Heimat und die Erbauer waren überhaupt nicht immun gegen Angriffe der Aggressoren wie angenommen. Einige der Erbauer hatten aber scheinbar unerkannt auf einer ersten Kolonie überlebt und bauten dort Waffen sowie das auf komplett anderer Technologie als das der Aggressoren basierende Transporternetzwerk. Da dessen Wurmlöcher den Aggressoren unbekannt waren, hat die Menschheit so einen Vorsprung über das nach der beinahe erfolgten Auslöschung der Erde entsendete außerirdische Raumschiff. Mithilfe von einer anderen außerirdischen Basis gestohlene Daten ist dessen Ziel im Styx-System bekannt, jedoch misslingt die Zerstörung durch Jim vor Ankunft nach zu hoher Auslastung des Triebwerkes. Entgegen der Erwartung wird jedoch keine größere Flotte zur Erde geschickt, sondern eine überlichtschnelle Sonde, da es ohne Wurmlöcher auch keine andere Kommunikationsmöglichkeit gibt. Jim fängt die Sonde ab. Mit den Daten wird anschließend über den Asteroiden Terminus ein Einsatz im Tantalos-System geplant, dem Heimatsystem der ausgestorbenen Aggressoren. Russell und Jim können dort mit anderen mithilfe einer Umprogrammierung deren sich über die ganze Milchstraße erstreckendes System an hunderten auf Zerstörung anderer intelligenter Zivilisationen programmierten Basen lahmlegen. Jim wird anschließend zum Major befördert und Russell will nun endlich in Frieden zur Erde zurückkehren und eine Weltreise unternehmen, während die Erschließung der Milchstraße weiter voranschreitet.

## Hintergrund
Phillip P. Peterson gab am 25. September 2019 bekannt, an diesem Tag mit den Arbeiten am Roman begonnen zu haben.
Terminus ist ebenfalls ein zentraler Planet im Foundation-Zyklus von Isaac Asimov.

## Kritik
Volker Hoff schreibt, der Roman war „wieder mächtig spannend, sogar wieder spannender als die Teile 5 und 6“ und insbesondere „wieder temporeich und faszinierend, so wie in den ersten Romanen der Reihe“. Insgesamt hat der Roman „sehr gut unterhalten“.